# 빌랄 모하메드
빌랄 모하메드(아랍어: بلال محمد, 1986년 6월 2일 ~ )는 카타르의 전 축구 선수이며 포지션은 수비수였다. 그는 수단 혈통을 갖고 있다.

## 축구인 경력

### 클럽 경력
알가라파 유스팀을 거쳐 2003년 1군 팀으로 승격하였다.

### 대표팀 경력
2003년 알제리와의 친선 경기에서 A매치 데뷔전을 치렀다. 2006년 도하에서 열린 아시안 게임에서는 카타르 대표팀의 일원으로 참가하여 금메달을 획득했다. 2013년 11월 19일 말레이시아와의 경기에서 100번째 A매치를 치렀다.

## 같이 보기
- A매치 100경기 이상 출전한 축구 선수 명단